# Neolamprologus olivaceous
Neolamprologus olivaceous là một loài cá thuộc họ Cichlidae. Nó là loài đặc hữu của hồ Tanganyika nơi nó được tìm thấy ở Cộng hòa Dân chủ Congo.